# Alex Hall
Alex Hall (født 21. september 1998) er en amerikansk freestyle skiløber. Han vandt guld i Slopestyle til Vinter-OL i Beijing i 2022.